# サード (企業)
株式会社サード（SARD Corporation ）は、主にトヨタ系のアフターパーツを扱う工業製品メーカー。本社は愛知県豊田市。
トヨタ陣営のレーシングチームとして長らく活動していることで知られる。また小型航空機や、ウェイクボード艇・マリンエンジンを扱う船舶の開発・製造も手がける。
社名は集積記号の"Σ（シグマ）"が由来となっており、SARDは「SIGMA Advanced Research & Development（シグマ・アドバンスド・リサーチ・アンド・デベロップメント）」の頭文字からとっている。

## 沿革
元々は1972年（昭和47年）にレーシングチームとして設立された「株式会社シグマオートモーティブ」が母体である（同社は現在も関連会社として存在）。同社を設立した加藤眞は元々トヨタ（当時はトヨタ自工）の中でもモータースポーツを担当する第7技術部に所属しており、1960年代の日本グランプリに参戦したトヨタ・7などの開発を担当していた。加藤眞はトヨタ自動車販売株式会社 社長を務めた加藤誠之の次男。
同社は当初からル・マン24時間レースへの出場を目指すと同時に、富士グランチャンピオンレースへの参戦をも狙ったマシンとしてシグマ・MC73/マツダを開発。エンジンは加藤の伝手を頼りトヨタから供給を受ける予定だったが、マシン完成間近になってトヨタからエンジン供給を断られたため、急遽マツダからロータリーエンジンの供給を受けて1973年のル・マン24時間に出場した。同社は翌年のル・マンにもマツダのエンジンで参戦した。
このころ創立した株式会社HKSに出資協力し、その証として社名HKSの“S”はシグマ・オートモーティブであり、 “H”は長谷川（元HKS社長・創業者の長谷川浩之）、“K”は北川（HKS現専務）である。
1975年（昭和50年）はMC75にトヨタエンジンを搭載してル・マンに参戦している。結局、初期のル・マン挑戦は他チームに供給したシャシー代金を踏み倒されるという不運が起因する財政難により3年で終了となった。とはいえ、この挑戦時に得たヨーロッパの自動車関連企業とのパイプ構築という副産物は大きく、後にターボチャージャー製造の名門・KKK社の輸入総代理店となれたのもこれがあったからである。
1981年（昭和56年）サードの母体であるシグマオートモーティブが自動車のアフターパーツ部門として立ち上げたBLITZブランドが分裂。後の株式会社ブリッツとなる。
1985年（昭和60年）にサードを設立。シグマオートモーティブのアフターパーツブランドであったBLITZブランドを失った代わりとしてSARDブランドを立ち上げる。
全日本ツーリングカー選手権（グループA）にトヨタ・スープラで参戦する。1986年（昭和61年）シーズンよりMC73以来のオリジナルマシン、サード・MC86X/トヨタで、全日本耐久選手権（後のJSPC）に参戦開始する。
1989年（平成元年）シーズンからオリジナルマシンから、トヨタのワークスマシン、トヨタ・89C-Vの供給を受けるようになる。1990年（平成2年）からは「トヨタ・チーム・サード」としてトヨタのワークスチーム待遇となり、90C-Vで15年ぶりにル・マン24時間レース参戦を再開。JSPC最終戦富士1000kmでは初優勝を遂げる。1991年（平成3年）には91C-Vで鈴鹿1000kmを制している。91年はル・マン参戦が中断したが、1992年（平成4年）からはトヨタのサテライトチームとして参戦を再開し9位で完走している。翌1993年には総合5位、カテゴリー2クラス優勝を果たしている。94C-Vで参戦した1994年（平成6年）には、残り1時間15分まで首位をキープしながら、シフトリンケージが折れるというトラブルで後退。最終ラップで1台抜き2位に入賞している。なお、ワークスチーム待遇を得るための条件であった『トヨタの看板を背負うに相応しいドライバーとの契約』をクリアする為に呼ばれたのが、1994年サンマリノGP予選で事故死したローランド・ラッツェンバーガーである。
1994年（平成6年）からはスープラで全日本GT選手権へ参戦。1995年（平成7年）、1996年（平成8年）にはトヨタ・スープラ LM-GTでル・マンに参戦している。また1995年（平成7年）にはトヨタ・MR2をベースとしたオリジナルマシンサード・MC8Rを開発し、同年と翌1996年（平成8年）にはMC8Rでル・マンへ参戦した。
他にも、2006年（平成18年）の十勝24時間レースでレクサス・GS450hを走らせたりしている。2007年（平成19年）には、前年に走らせたレクサスの機構を応用し、2006年（平成18年）にSUPER GTで走らせていたスープラをベースとしたハイブリッド車で参戦し、大きなトラブルもなく総合優勝を果たした。
2014年（平成26年）株式会社サードと株式会社シグマオートモーティブの事業を再編。小型航空機事業に着手。曲技飛行およびエアレースパイロットの室屋義秀のチームの機体エンジニアリングサポートを行う。
2015年（平成27年）、グループ会社のシグマ商事が民間企業で商業ベース日本初の燃料電池水素ステーションを完成させる。FCVレーシングカーの開発／軽飛行機事業／マリン事業新艇製造／解析センター設置などの構想を発表した。
2016年（平成28年）、レース事業においてSUPER GT GT500クラスのドライバー&チームチャンピオンを獲得。 GT300クラスに「TEAM TAISAN SARD」としてAudi R8で参戦、全日本ラリー選手権に「SARD with LUCK」としてGT86R3で参戦した。

## ル・マン24時間レース

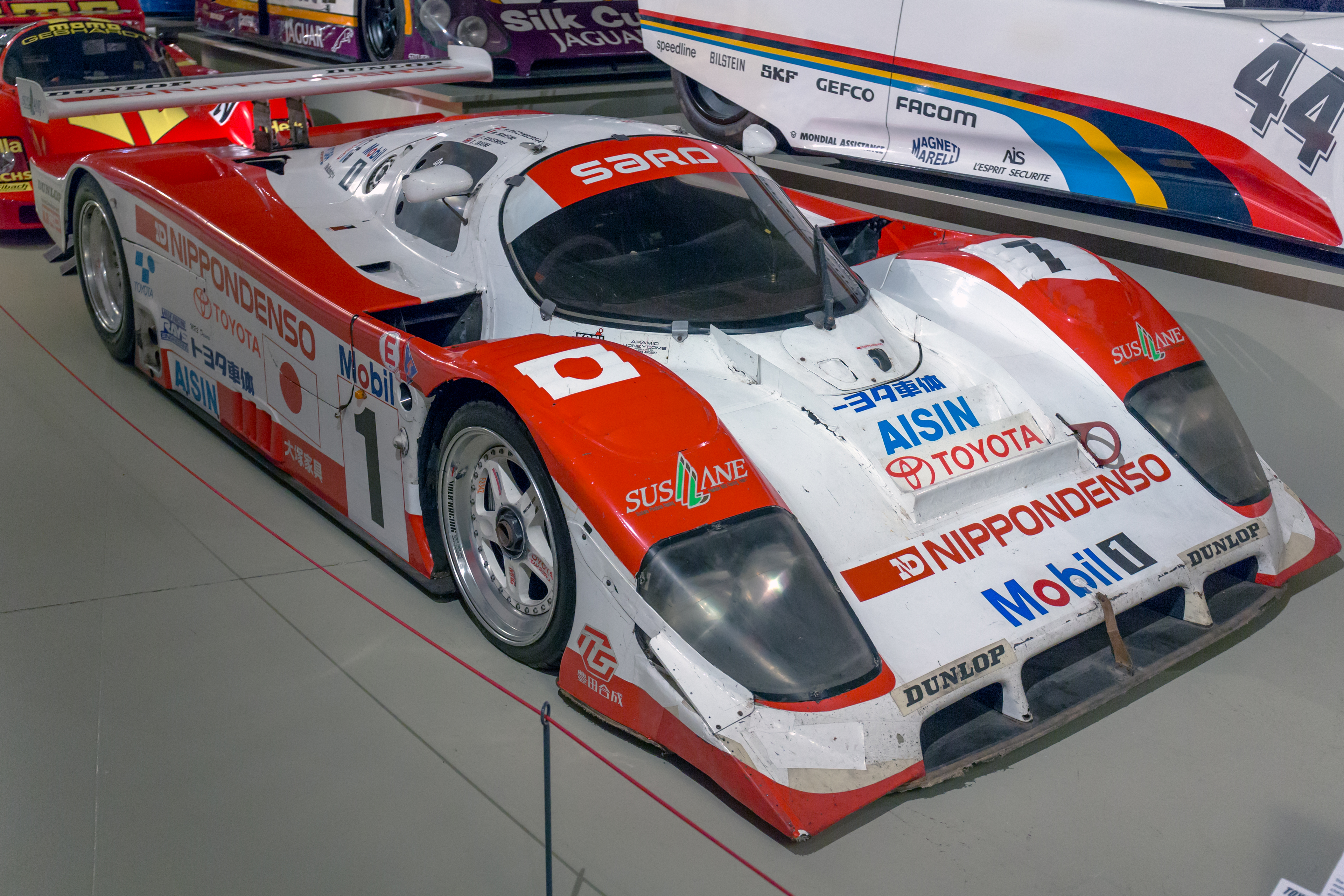
94C-V

1990年（平成2年）、トヨタ・90C-Vで15年ぶりにル・マン参戦を果たしたがリタイヤに終わった。翌年は参戦を休止、1992年（平成4年）は92C-Vで参戦し9位で完走。翌1993年（平成5年）は総合5位、カテゴリー2クラス優勝を飾る。グループC時代が終焉し、プライベーターのみの参戦となった1994年（平成6年）はLMP1クラスに94C-Vで参戦。今も語り継がれる伝説のレース。エディ・アーバイン/マウロ・マルティニ/ジェフ・クロスノフ組が残り1時間までトップを快走し、サード・トヨタの初優勝は目前だったが、シフトリンケージが折れるトラブルで後退、2位入賞に留まった。なお94C-Vはル・マン博物館に現在も展示されている。
1995年（平成7年）以降はスープラとMC8Rで参戦したが満足な結果は残せず、トヨタの支援を受けるスープラのプロジェクトは1996年（平成8年）一杯で休止。オリジナルのMC8Rでのチャレンジは翌1997年（平成9年）も続いたが、この年は予備予選落ち。以降サードのル・マン参戦は休止していた。
2015年、スイスのモラン・レーシングとジョイントし、WEC（FIA 世界耐久選手権) にLMP2クラスからフル参戦を発表、18年ぶりにル・マン24時間レースの復帰を2台エントリーで果たす予定だった。チーム名はSARD MORAND。しかし、交渉に問題が発生した。結果、当初乗る予定であった日本エントリー39号車嵯峨宏紀とクリスチャン・クリエンは結局一戦も走る事ができず、スイスエントリーの43号車のみの参戦となり、その1台にサードのバッジネームでジャッド製エンジン(モーガン・LMP2 Evo-SARD)が供給される形となった。マシンの横にはPOWERD by SARD Racingと表記される。ル・マン24時間レースはリタイヤだった。

## 全日本スポーツプロトタイプカー耐久選手権（JSPC）
1986年（昭和61年）より、MC73以来のオリジナルマシン、サードMC86X/トヨタで全日本耐久選手権に参戦開始。オリジナルマシンによる参戦は3年続いたが結果を残せず、1989年（平成元年）よりトヨタのワークスマシン・89C-Vの供給を受けるようになる。1990年（平成2年）富士1000kmでJSPC初優勝を飾る。翌1991年（平成3年）にも1勝をあげ、シリーズが終焉を迎える1992年（平成4年）まで参戦するが、シリーズチャンピオンを獲得することはできなかった。

## SUPER GT (旧JGTC)

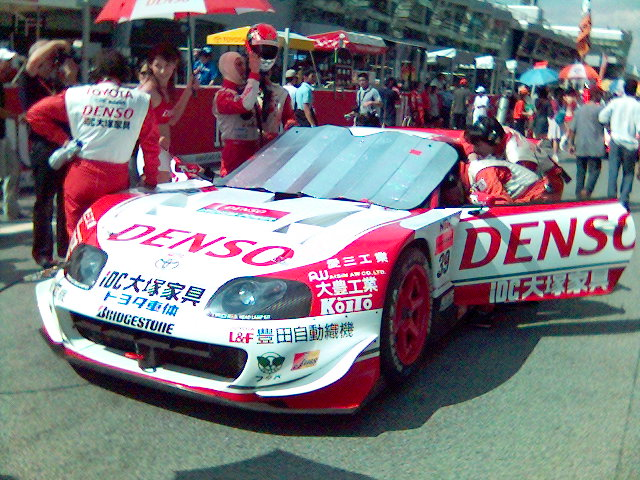
デンソーサードスープラGT（2005年）

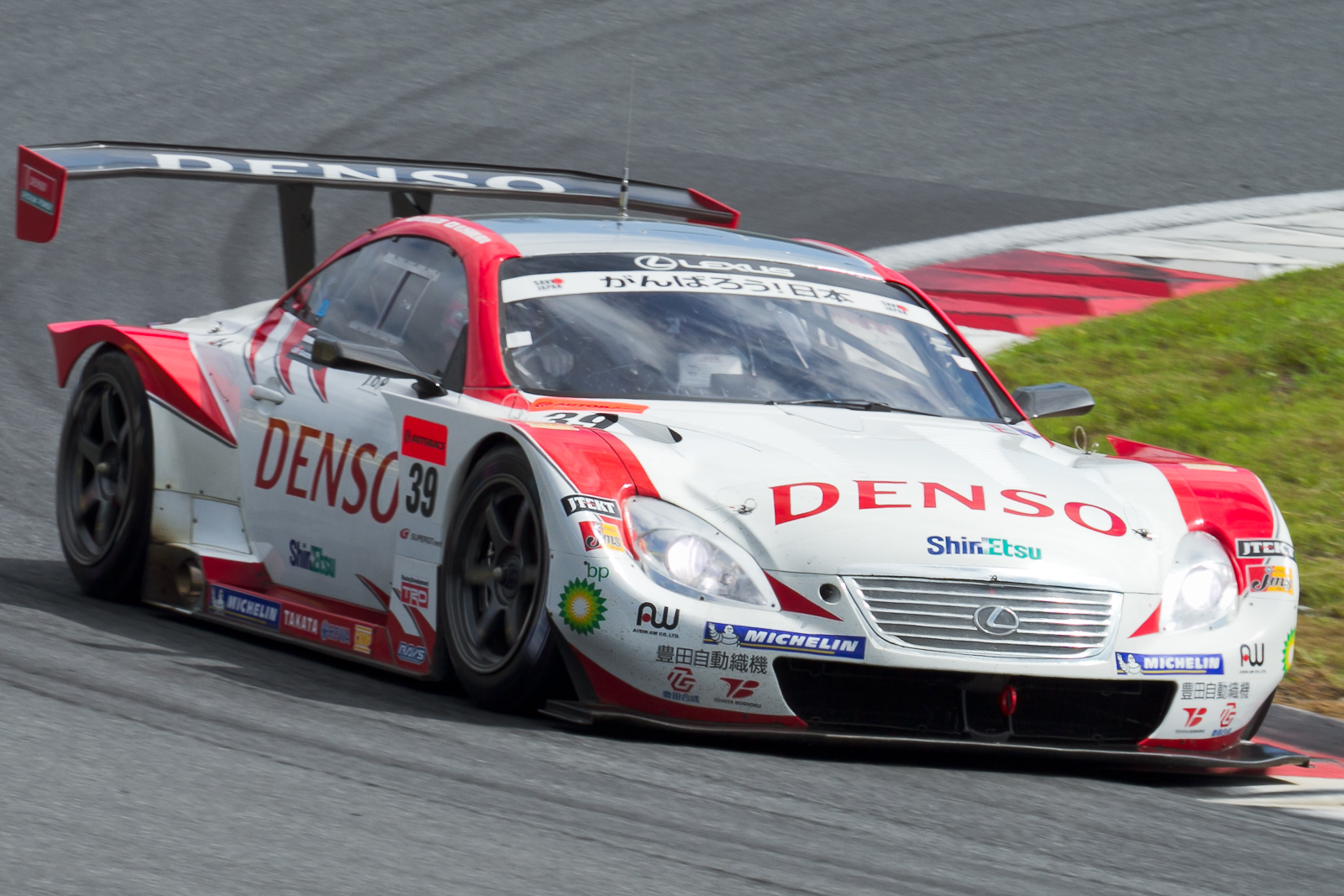
DENSO SARD SC430（2011年）

全日本GT選手権・SUPER GTに1994年（平成6年）より参戦している。1994年はミシュラン、1995年-1996年はダンロップ、1997年以降2003年までは横浜ゴムのADVANを使用していた。メインスポンサーは2006年（平成18年）と2009年（平成21年）以外はデンソーがメインスポンサーとなっている。
1997年（平成9年）にシーズン2位の成績を挙げるが、それ以降低迷が続く。2003年（平成15年）に織戸学／ドミニク・シュワガー組で1勝し、シーズン6位となる。翌2004年（平成16年）、タイヤをADVANからブリヂストンに変更。アンドレ・クート／ジェレミー・デュフォア組で1勝を挙げ、シーズン2位の成績を収める。しかし、2005年（平成17年）はマシンの不調もありなかなか調子を上げられず、シーズンランキングで下位に沈む。この年のドライバーはデュフォアに代わり、前年の全日本F3選手権でチャンピオンに輝いたロニー・クインタレッリが起用された。
2006年（平成18年）はメインスポンサーがtriple a出版に変わり、マシン名が「triple a サード スープラGT」となった。なお、スポンサーがパチンコ情報誌を手がけている関係上、カーナンバーをゾロ目の#66に変更している。ドライバーも変更され、クインタレッリからルーキーの平中克幸になった。これまではトヨタワークスチームの一員として最新型マシンでの参戦だったが、この年は最新マシンのレクサス・SC430ではなく、前年型のトヨタ・スープラでの参戦となった。開発が進む最新型マシンに比べ遅れをとっており苦戦を強いられた。
2007年（平成19年）よりマシンがスープラからSC430（2006年型SC430にアップデートキットを組み込んだ車両）に変更。カーナンバーが#39に変更、またメインスポンサーにデンソーが復帰した。ドライバーは昨年同様の布陣で挑み、昨年同様の型落ちマシンでの参戦だったため苦しい戦いを強いられたが、第8戦で久々の表彰台を獲得することができた。
2008年（平成20年）は他のワークスと同様に2007年仕様のSC430での参戦となり、監督には新たに飯田章が起用された。タイヤもブリヂストンからダンロップに変更となる。ドライバーには高木虎之介が迎えられ、昨年に引き続きドライブするクートとコンビを組んだ。最新型マシンを使用するため好成績が期待されたが、タイヤ開発がうまくいかなかったことと、監督として迎えられた飯田が伊藤大輔の怪我による欠場を受け代役を務めることになったため、監督をシーズン半ばで辞めることになったのもあり、シーズンを通して低迷した。
2009年（平成21年）からは最新型仕様のSC430での参戦となる。ドライバーは高木に代わり平手晃平が起用され、昨年から引き続いてクートとのコンビで挑む。この年は、デンソーがメインスポンサーを降り、車名からデンソーが外れた。
2010年（平成22年）も引き続き最新型マシンで参戦。ドライバーに変更は無くクート／平手コンビのままで、デンソーが再びメインスポンサーとなる。
2011年（平成23年）はドライバーを一新。前年までのクート（クラフトに移籍）／平手（セルモに移籍）に代わり、クラフトから移籍した石浦宏明とGT300からステップアップした井口卓人のコンビに。タイヤもレクサス初・トヨタではJGTC時代の2003年のトムス以来となるミシュランに変更した（チームではJGTC黎明期の1994年以来である）。開幕戦ではでタイヤがマシンとマッチしポールポジションを獲得（2位は同じミシュランを履くS Road MOLA GT-R）。しかし決勝では雨のセッティングがうまくいかず6位に終わる。その後もミシュランタイヤを用い、3度のポールポジションを獲得し、決勝でも第4戦、8戦にそれぞれ表彰台にのぼる活躍するも優勝には届かず、特に第7戦では優勝争いを繰り広げながら終盤にマシントラブルなど不運にも見舞われた。最終的にシリーズ7位。これはレクサスになってからのチーム最高位である。
過去に土屋圭市、織戸など、走り屋出身のドライバーが多く乗っている。鈴鹿1000kmでは谷口信輝もドライブした経験もある。その鈴鹿1000kmでは毎年参戦しており、SUPER GTシリーズに組み込まれるまではメインスポンサーはデンソーではなく大塚家具であった。2006年（平成18年）よりSUPER GTの一部に組み込まれたため、以降大塚家具はメインスポンサーから降板している。
2012年（平成24年）はクラフトから移籍のベテラン脇阪寿一が石浦とコンビを組む。またスポンサーに神戸製鋼が加わり「DENSO KOBELCO SC430」に車名を変更。初めて車名から「サード」が外れる。第2戦富士ではチーム8年ぶり、マシンがSC430になって以降初の優勝を飾った。その後も4位入賞を2回記録するなど、リタイヤした第5戦鈴鹿1000kmを除き年間を通じてポイントを獲得、一時はチャンピオン争いを演じ、1997年、2004年に次ぐシリーズ3位という成績で終えた。
2013年（平成25年）は寿一／石浦のコンビおよびチーム体制を継続し、タイヤは6年ぶりにブリヂストンに変更された。2013年JAF GPより名古屋グランパスエイトと提携した。
2014年（平成26年）は、ワークスチームとしてル・マン24時間で総合3位を記録するなどしたオリバー・ジャービスを迎え、石浦とコンビを組む。
2015年（平成27年）はチーム体制を一新。監督に野田英樹（F1、インディ、ル・マン24時間経験ドライバー）が就任、エンジニアにHONDAから田中耕太郎を迎え入れる。ドライバーは2013年のSUPER GTシリーズチャンピオンの平手、F1で活躍し優勝経験もあるヘイキ・コバライネンを獲得しこの2人がコンビを組む。鈴鹿1000キロレースでは第3ドライバーにF1経験者のクリスチャン・クリエンを招致。F1優勝経験者がSUPER GTで走るのも初だが、F1ドライバー2名というのも初となる。
この年、モランドとジョイントしWEC（FIA 世界耐久選手権）にLMP2クラスから初参戦、18年ぶりにル・マン24時間レースの復帰を果たす。しかし交渉に問題が発生した結果、当初乗る予定であった嵯峨宏紀は結局一戦もエントリーできず、名前だけのものであった。FIA-F4に3台、スーパー耐久シリーズへの参戦で、若手の育成をSARD RACING PROJECTで手がける。
2016年（平成28年）は昨シーズンと同様、GT500に車両DENSO KOBELCO SARD RC F、ドライバー平手／コバライネンのコンビで参戦するとともに、GT300にタイサンインターナショナルとジョイントして参戦することになった。最終戦のツインリンクもてぎでは優勝でGT500クラスのドライバーズ・チームズチャンピオンを獲得し、SUPER GTの前身の全日本GT選手権の初年度から参戦しているサードにとっては初のチャンピオン獲得となった。

### SUPER GT(旧・JGTC）成績
| 開催年 | マシン                                                                   | ドライバー | タイヤ | ランキング | ポイント                       |
| ------ | ------------------------------------------------------------------------ | --- | ------ | ---------- | ------------------------------ |
| 1994年 | TOYOTA SUPRA                                                             | ジェフ・クロスノフ（Rd.4,5） | MI     | 27位       | 1Pts                           |
| 1995年 | サードスープラGT                                                         | ジェフ・クロスノフ | DL     | 8位        | 32Pts                          |
| 1996年 | サードスープラGT                                                         | ワイン・ガードナー（Rd.1-4,6） → 長坂尚樹（Rd.5） → オリビエ・グルイヤール（All star） アラン・フェルテ（Rd.1-5） → ジャンピエロ・シモーニ（Rd.6） → デビッド・デュッソー（All star） | DL     | 9位        | 28Pts                          |
| 1997年 | デンソースープラGT（Rd.1,2） → デンソーサードスープラGT（Rd.3-All star） | オリビエ・グルイヤール（Rd.1） → 谷川達也（Rd.2-All star） 影山正美 | YH     | 2位        | 67Pts                          |
| 1998年 | デンソーサードスープラGT                                                 | 土屋圭市 谷川達也 | YH     | 6位        | 36Pts                          |
| 1999年 | デンソーサードスープラGT                                                 | 土屋圭市 影山正彦 | YH     | 22位       | 5Pts                           |
| 2000年 | デンソーサードスープラGT                                                 | 影山正彦 ラルフ・ファーマン | YH     | 12位       | 25Pts                          |
| 2001年 | デンソーサードスープラGT                                                 | 影山正彦（Rd.1,2） → ロマン・デュマ（Rd.3-7） ジェレミー・デュフォア | YH     | 14位       | 22Pts                          |
| 2002年 | デンソーサードスープラ GT                                                | ジェレミー・デュフォア 織戸学 | YH     | 14位       | 33Pts                          |
| 2003年 | デンソーサードスープラGT                                                 | ドミニク・シュワガー 織戸学 | YH     | 6位        | 57Pts                          |
| 2004年 | デンソーサードスープラGT                                                 | ジェレミー・デュフォア アンドレ・クート | BS     | 2位        | 61Pts                          |
| 2005年 | デンソーサードスープラGT                                                 | アンドレ・クート ロニー・クインタレッリ | BS     | 16位       | 21Pts                          |
| 2006年 | triple a サード スープラGT                                               | アンドレ・クート 平中克幸 ソエイル・アヤリ (Rd.6) | BS     | 23位       | 13Pts                          |
| 2007年 | デンソー サード SC430                                                    | アンドレ・クート 平中克幸 | BS     | 15位       | 21Pts                          |
| 2008年 | DENSO DUNLOP SARD SC430                                                  | 高木虎之介 アンドレ・クート 嵯峨宏紀（Rd.6） | DL     | 21位       | 11Pts                          |
| 2009年 | DUNLOP SARD SC430                                                        | アンドレ・クート 平手晃平 | DL     | 14位       | 27pts                          |
| 2010年 | DENSO DUNLOP SARD SC430                                                  | アンドレ・クート（Rd.1-7,All star） → カルロ・ヴァン・ダム（Rd.8） 平手晃平 | DL     | 12位       | 12pts                          |
| 2011年 | DENSO SARD SC430                                                         | 石浦宏明 井口卓人 | MI     | 7位        | 40pts                          |
| 2012年 | DENSO KOBELCO SC430                                                      | 脇阪寿一 石浦宏明 | MI     | 3位        | 57pts                          |
| 2013年 | DENSO KOBELCO SC430                                                      | 脇阪寿一 石浦宏明 | BS     | 7位        | 49pts                          |
| 2014年 | DENSO KOBELCO SARD RC F                                                  | 石浦宏明 オリバー・ジャービス | BS     | 13位       | 24pts                          |
| 2015年 | DENSO KOBELCO SARD RC F                                                  | 平手晃平 ヘイキ・コバライネン クリスチャン・クリエン（Rd.5） | BS     | 13位       | 23pts                          |
| 2016年 | DENSO KOBELCO SARD RC F                                                  | ヘイキ・コバライネン 平手晃平 | BS     | 1位        | 82pts ドライバーズチャンピオン |
| 2017年 | DENSO KOBELCO SARD LC500                                                 | ヘイキ・コバライネン 平手晃平 | BS     | 8位        | 44pts                          |
| 2018年 | DENSO KOBELCO SARD LC500                                                 | ヘイキ・コバライネン 小林可夢偉（Rd.1,3-8） → 坪井翔（Rd.2） | BS     | 9位        | 62pts                          |
| 2019年 | DENSO KOBELCO SARD LC500                                                 | ヘイキ・コバライネン 中山雄一 | BS     | 5位        | 64pts                          |
| 2020年 | DENSO KOBELCO SARD GR Supra                                              | 山下健太（Rd.1） → 阪口晴南（Rd.2） → ヘイキ・コバライネン（Rd.3-8） 中山雄一 | BS     | 8位        | 64pts                          |
| 2021年 | DENSO KOBELCO SARD GR Supra                                              | ヘイキ・コバライネン 中山雄一 | BS     | 9位        | 58pts                          |
| 2022年 | DENSO KOBELCO SARD GR Supra                                              | 関口雄飛 中山雄一 | BS     | 8位        | 51.5pts                        |
| 2023年 | DENSO KOBELCO SARD GR Supra                                              | 関口雄飛 中山雄一 | BS     | 9位        | 38pts                          |
| 2024年 | DENSO KOBELCO SARD GR Supra                                              | 関口雄飛 中山雄一 | BS     |            |                                |

## 航空機事業
2014年、日本の航空産業と東日本大震災による福島県の復興のため、福島県のふくしまスカイパークを研究開発拠点とする航空機部門を設置。開発する機体名はSA4N。
事業発足当初は航空業界と全く関わりもなく、事業営業にまわってもどこも全く掛け合ってもらえなかったという。その時に掛け合ってくれたのがNPO法人ふくしま飛行協会の斎藤喜章理事長であった。斎藤理事長の協力もあり福島市議をはじめ国に対してもコネクションをもつことができたという。ふくしまスカイパークでは、他にも練習拠点を同地に置く室屋義秀との出会いもあった。後にサードはTeam Muroyaのエンジニアリングをサポートすることになり、Team Muroyaはレッドブル・エアレース・ワールドシリーズで2017年のワールドチャンピオンを獲得した。